# Reino de Navarra
O Reino de Navarra, até 1162 chamado Reino de Pamplona, foi um dos reinos medievais da Europa, com território no norte da Península Ibérica e nos Pirenéus ocidentais. O seu território foi diminuindo paulatinamente na fase final, a Navarra peninsular (conhecida como Alta Navarra), foi invadida por Fernando, o Católico, com o apoio de uma das duas facções locais da nobreza, e anexada à Coroa de Castela, evoluindo com outros reinos da Península Ibérica no Reino de Espanha, e conservando instituições próprias até 1841, enquanto que a Navarra continental (Baixa Navarra), coexistiu com a coroa francesa e terminou dissolvendo-se na República Francesa aquando da Revolução Francesa.
Navarra foi um dos núcleos de montanha da resistência cristã que se formaram no norte, frente ao domínio islâmico da Península Ibérica, tal como sucedeu com o Reino de Aragão e a Catalunha, também pirenaicos, e as Astúrias e Cantábria na Cordilheira Cantábrica.
Inicialmente foi também conhecido como Reino de Pamplona, Reino dos Pamploneses, e Reino de Pamplona-Nájera em referência à importância da cidade riojana. Actualmente, o seu território histórico está dividido entre a Comunidade Foral de Navarra, que forma parte de Espanha, e o departamento de Pirenéus-Atlânticos, em França, a que pertence o território da antiga Baixa Navarra. Na época da maior expansão territorial deste reino, durante a Idade Média, abarcou territórios atlânticos e expandiu-se para além do rio Ebro, até zonas situadas nas actuais comunidades autónomas de Aragão, Cantábria, Castela e Leão, La Rioja, País Basco e as regiões administrativas francesas de Aquitânia e Midi-Pirenéus, nas antigas províncias de Gasconha e Occitânia. As capitais bascas de Vitória e San Sebastián foram fundadas pelo rei navarro Sancho VI, o Sábio.

## História

O brasão do Reino de Navarra e Aragão, antes da união das coroas

O brasão do Reino de Navarra e Aragão, depois da união das coroas

Enquanto reino, Navarra surgiu no século IX, durante a Reconquista cristã. Em 1234, a dinastia inicial dos reis de Navarra foi substituída pelos Condes de Champagne. Em 1284 o casamento de Joana I de Navarra com o rei Filipe IV de França originou uma união pessoal entre os dois países que iria durar até 1328. A herdeira das duas coroas era Joana II, filha de Luís X de França, mas como em França vigorava a lei sálica, a coroa francesa herdada por Filipe V, o Comprido. Navarra recuperou a independência sob Filipe de Evreux, casado com Joana II.

Arrano Beltza, símbolo de Navarra durante os tempos de Sancho III

Os descendentes de Sancho III exerciam o seu poder no que é hoje Navarra e o País Basco, que posteriormente passariam a integrar o Reino de Castela, e a norte dos Pirenéus a Baixa Navarra, que actualmente é parte de França.
No século XV o casamento da rainha Branca I de Navarra com João II de Aragão, provocou a união das duas coroas, separadas na geração seguinte por Leonor I, filha do casal. Depois de mais de uma década de instabilidade dinástica o trono de Navarra é adquirido por João, Duque de Albret, casado com a rainha Catarina. Durante este período, Albret envolveu-se numa disputa de sucessão com o rei de Aragão, Fernando II. A guerra terminou em 1512 com a derrota de Albret e, em consequência, Navarra perdeu todos os seus territórios a sul dos Pirenéus que foram incorporados em Espanha. A neta de Albret Joana III casou com Antoine de Bourbon, o Duque de Vendôme, relacionado com a família real francesa. Em 1589, depois da morte sem sucessão de todos os filhos de Henrique II de França e Catarina de Médici, é Henrique de Bourbon, rei de Navarra, que sobe ao trono francês como Henrique IV. A partir de então, França e Navarra formam nova união pessoal, até 1620, quando Navarra é oficialmente anexada à coroa francesa.